# Todd Kellett
Pour les articles homonymes, voir Kellett.
Todd Kellett, né le 2 avril 1997, est un pilote britannique spécialisé dans les courses sur sable. Originaire de Langport, dans le Somerset, en Angleterre, il commence sa carrière en participant aux championnats européens et britanniques de motocross avant de se spécialiser sur les compétitions de courses sur sable.

## Carrière en motocross
Todd commence sa carrière professionnelle en 2014, mais est freiné par des blessures lors de ses premières saisons. En 2016, il remporte sa première victoire à la Weston Beach Race, une course emblématique au Royaume-Uni, et répète cet exploit en 2017, 2018 et 2021, totalisant quatre victoires.
En 2017, il rejoint l'équipe St Blazey Husqvarna et participe au championnat EMX250, obtenant des résultats notables malgré des défis techniques et des blessures.

### Transition vers les courses sur sable
Après plusieurs saisons en motocross traditionnel, Todd décide de se spécialiser dans les courses sur sable. Il rejoint l'équipe officielle Monster Energy Drag'on Tek Yamaha et participe au Championnat de France des sables (CFS), où il termine vice-champion pour deux saisons consécutives en 2020 et 2021, avec deux victoires et cinq top 5.
En 2023, Todd a remporté l'Enduropale du Touquet, devenant ainsi le deuxième Britannique, après Nathan Watson, à s'imposer dans cette course emblématique. Cette victoire lui permet de prendre la tête de la première édition de la Coupe du monde de course sur sable.

## Palmarès
- 4 x vainqueur du Weston Beach Race : 2016, 2017, 2018, 2021
- 2 x vainqueur du Skegness Beach Race : 2017, 2018
- 2 x vainqueur du Weymouth Beach Race : 2018, 2021
- 2 x champion du championnat de France des sables : 2023, 2024
- 3 x vainqueur de l'Enduropale du Touquet : 2023, 2024, 2025
- 2 x Vainqueur de l'Enduro del Verano : 2023, 2024
- 2 x champion de la Coupe du monde de course sur sable : 2023, 2024